# Kredsmandat
Kredsmandat betegner ved folketingsvalg et mandat, der vælges ved direkte repræsentation efter antallet af stemmer indenfor en af landets 10 storkredse. 135 folketingsmedlemmer vælges på kredsmandater, mens de resterende 40 vælges på tillægsmandater, der fordeles forholdsmæssigt i forhold til partiernes samlede stemmetal.
Før valgkredsreformen i 2007 valgtes kredsmandater i amtskredsene. 

## Fordeling af kredsmandater
Se også Valgkredse i Danmark – Den femårige stedlige fordeling af mandaterne.
Kredsmandaterne er ved næste folketingsvalg fordelt således: 
- Hovedstaden: 40
  - Københavns Storkreds: 17
  - Københavns Omegns Storkreds: 11
  - Nordsjællands Storkreds: 10
  - Bornholms Storkreds: 2
- Sjælland-Syddanmark: 49
  - Sjællands Storkreds: 20
  - Sydjyllands Storkreds: 17
  - Fyns Storkreds: 12
- Midtjylland-Nordjylland: 46 
  - Østjyllands Storkreds: 18
  - Nordjyllands Storkreds: 15
  - Vestjyllands Storkreds: 13

Fordelingen trådte i kraft 18. marts 2020. 